# نادي الجيش الملكي للسيدات
نادي الجيش الملكي للسيدات (بالفرنسية: Association Sportive des Forces Armées Royales)، والمعروف اختصاراً باسم الجيش الملكي النسوي (بالفرنسية: ASFAR)، هو نادي رياضي مغربي للسيدات محترف، يشارك في البطولة المغربية للسيدات.
وتعتبَرن «زعيمات المغرب» كما يُلقبن، أكثر الفرق المغربية والأفريقية نجاحاً برصيد 28 لقبا ، منها 24 لقباً محلياً ، الدوري المغربي 12 مرة (رقم قياسي)، كأس العرش 12 مرة (رقم قياسي)، وقارياً دوري أبطال إفريقيا مرة، وبطولة شمال إفريقيا مرتين وعربياً كأس السوبر المغربي الإماراتي مرة واحدة، وإستطعن الوصول لنهائيات كل المسابقات التي شاركوا فيها.
على المستوى القاري سيدات الجيش الملكي هن أول فريق مغربي وعربي يحقق لقبا قارياً دوري الأبطال النسخة الثانية سنة 2022 ، بفوزه في نهائي على بطل أول نسخة نادي ماميلودي صن داونز (4-0).
الجيش الملكي للسيدات هن أول فريق فتاريخ إفريقيا والمغرب يحقق الثلاثية التاريخية (الدوري والكأس ودوري أبطال إفريقيا).
استطاع النادي الوصول لدوري أبطال أفريقيا للسيدات في أربع مناسبات من ضمنها عام 2022 حينما فاز بلقب البطولة وأصبح أول فريق مغربي في التاريخ يفوز بها.

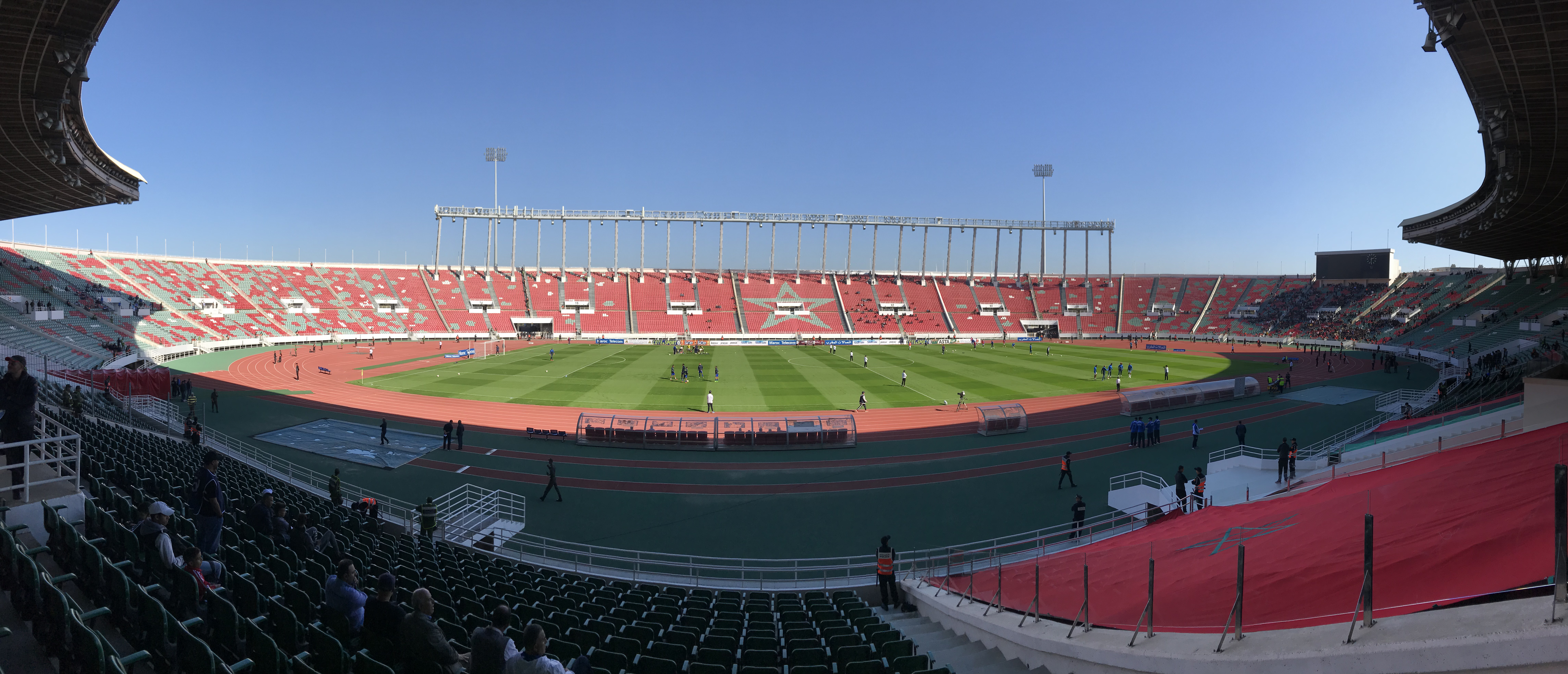
المجمع الرياضي الأمير مولاي عبد الله

## التاريخ
صعد الجيش الملكي النسائي إلى الدرجة الأولى في 2009، وفاز الفريق بلقبه الأول الدوري المغربي موسم 2012-2013 بفوزه على نادي الوداد الرياضي في المباراة النهائية (2-0)، وتوج بعدها بالثنائية المحلية كأس العرش.
ومنذ ذلك الحين تتوج السيدات في كل موسم باستثناء موسم 2015 عندما احتلت السيدات المركز الثاني في جدول ترتيب الدوري المغربي خلف النادي البلدي للعيون.
خلال موسم 2020-2021 ، الذي تميز بانتشار وباء كوفيد ، فاز النادي بجميع مبارياته ليفوز بلقبه الثامن في الدوري ، ويتأهل للنسخة الأولى من دوري أبطال إفريقيا.
عام 2022، فاز الجيش الملكي بدوري أبطال إفريقيا لأول مرة فتاريخه بعد فوزه في النهائي على نادي ماميلودي صنداونز بنتيجة (4-0) سجلت اللاعبة ابتسام الجريدي هاتريك.

### الألوان

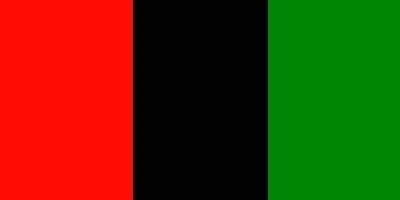
ألوان النادي الثلاث : أحمر، أسود، وأخضر

## شعار وزي النادي

### الشركات الراعية للقميص
| الشركة الراعية | الفترة    |
| -------------- | --------- |
| أديداس         | 1976–1989 |
| Olympic        | 1990–1996 |
| ريبوك          | 1997–2000 |
| أديداس         | 2001–2005 |
| كابا           | 2006–2008 |
| أوهلسبورت      | 2009–2013 |
| جوما           | 2014–2016 |
| أوهلسبورت      | 2017–2018 |
| جوما           | 2019–2021 |
| إيرييا         | 2022–2023 |

## إنجازات النادي
يُعد الجيش الملكي للسيدات أنجح فريق مغربي عبر التاريخ.

### ألقاب النادي
|       | نوع البطولة | البطولات           | الألقاب | السنوات                                                                |
| ----- | ----------- | ------------------ | ------- | ---------------------------------------------------------------------- |
| محلية |             | الدوري المغربي     | 12      | 2013، 2014، 2016، 2017، 2018، 2019، 2020، 2021، 2022، 2023، 2024، 2025 |
| محلية |             | كأس العرش          | 12      | 2013، 2014، 2015، 2016، 2017، 2018، 2019، 2020، 2021، 2022، 2023، 2024 |
| قاري  |             | بطولة شمال إفريقيا | 2       | 2021، 2024                                                             |
| قاري  |             | دوري أبطال إفريقيا | 1       | 2022                                                                   |

- رقم القياسي

### جوائز النادي

#### جوائز اللاعبين
- أفضل لاعبة (دوري أبطال إفريقيا)

2022:  فاطمة الزهراء تكناوت
2024:  سناء مسعودي
- أفضل حارسة (دوري أبطال إفريقيا)

2022:  خديجة الرميشي

#### هدافي البطولات
- هدافة (دوري أبطال إفريقيا)

2022:  ابتسام الجريدي
2024:  ضحى المدني